# Allium castellanense
Allium castellanense är en amaryllisväxtart som först beskrevs av Garbari, Miceli och Francesco Maria Raimondo, och fick sitt nu gällande namn av Salvatore Brullo och Al. Allium castellanense ingår i släktet lökar, och familjen amaryllisväxter.
Artens utbredningsområde är Sicilien. Inga underarter finns listade i Catalogue of Life.